# Bernard Goonan
Bernard Goonan (ur. 20 października 1987) – australijski zapaśnik walczący w stylu wolnym. Wicemistrz Oceanii w 2004 i juniorów w 2004 roku.